# 877-й отдельный сапёрный батальон
Не следует путать с 877-м отдельным сапёрным батальоном 36-го стрелкового корпуса 2-го формирования
877-й отдельный сапёрный батальон  — воинское подразделение в  вооружённых силах СССР во время Великой Отечественной войны.

## История
Сформирован в мае 1942 года.
В составе действующей армии с 27.05.1942 по 01.02.1944.
Находился на Свирском оборонительном рубеже, повторил путь 4-го стрелкового корпуса
01.02.1944 переименован в 913-й отдельный сапёрный батальон

## Подчинение
| Дата       | Фронт (округ) | Армия               | Корпус                | Дивизия | Бригада | Примечания |
| ---------- | ------------- | ------------------- | --------------------- | ------- | ------- | ---------- |
| 01.06.1942 | -             | 7-я отдельная армия | -                     | -       | -       | -          |
| 01.07.1942 | -             | 7-я отдельная армия | 4-й стрелковый корпус | -       | -       | -          |
| 01.08.1942 | -             | 7-я отдельная армия | 4-й стрелковый корпус | -       | -       | -          |
| 01.09.1942 | -             | 7-я отдельная армия | 4-й стрелковый корпус | -       | -       | -          |
| 01.10.1942 | -             | 7-я отдельная армия | 4-й стрелковый корпус | -       | -       | -          |
| 01.11.1942 | -             | 7-я отдельная армия | 4-й стрелковый корпус | -       | -       | -          |
| 01.12.1942 | -             | 7-я отдельная армия | 4-й стрелковый корпус | -       | -       | -          |
| 01.01.1943 | -             | 7-я отдельная армия | 4-й стрелковый корпус | -       | -       | -          |
| 01.02.1943 | -             | 7-я отдельная армия | 4-й стрелковый корпус | -       | -       | -          |
| 01.03.1943 | -             | 7-я отдельная армия | 4-й стрелковый корпус | -       | -       | -          |
| 01.04.1943 | -             | 7-я отдельная армия | 4-й стрелковый корпус | -       | -       | -          |
| 01.05.1943 | -             | 7-я отдельная армия | 4-й стрелковый корпус | -       | -       | -          |
| 01.06.1943 | -             | 7-я отдельная армия | 4-й стрелковый корпус | -       | -       | -          |
| 01.07.1943 | -             | 7-я отдельная армия | 4-й стрелковый корпус | -       | -       | -          |
| 01.08.1943 | -             | 7-я отдельная армия | 4-й стрелковый корпус | -       | -       | -          |
| 01.09.1943 | -             | 7-я отдельная армия | 4-й стрелковый корпус | -       | -       | -          |
| 01.10.1943 | -             | 7-я отдельная армия | 4-й стрелковый корпус | -       | -       | -          |
| 01.11.1943 | -             | 7-я отдельная армия | 4-й стрелковый корпус | -       | -       | -          |
| 01.12.1943 | -             | 7-я отдельная армия | 4-й стрелковый корпус | -       | -       | -          |
| 01.01.1944 | -             | 7-я отдельная армия | 4-й стрелковый корпус | -       | -       | -          |
| 01.02.1944 | -             | 7-я отдельная армия | 4-й стрелковый корпус | -       | -       | -          |